# Eulogia (imię)
Eulogia – imię żeńskie pochodzenia greckiego. Posiada licznych św. patronów.
Eulogia imieniny obchodzi 21 stycznia, 13 lutego, 1 marca, 11 marca, 5 maja, 25 czerwca, 13 września.
Męski odpowiednik: Eulogiusz
Zobacz też: Eulogia – błogosławieństwo.